# Certosa di Trisulti
La certosa di Trisulti è un monastero situato nel comune di Collepardo, in provincia di Frosinone, circondato dal bosco demaniale di Selva d'Ecio, alle falde del monte Rotonaria (Monti Ernici). L'edificio di culto è collocato a 825 m s.l.m. a circa sei chilometri a nord-est del centro abitato. La certosa fu riconosciuta monumento nazionale con Decreto ministeriale del 17 luglio 1879.
Dal dicembre 2014 il Ministero per i beni e le attività culturali la gestisce tramite il Polo museale del Lazio, nel dicembre 2019 divenuto Direzione regionale Musei.

## Storia

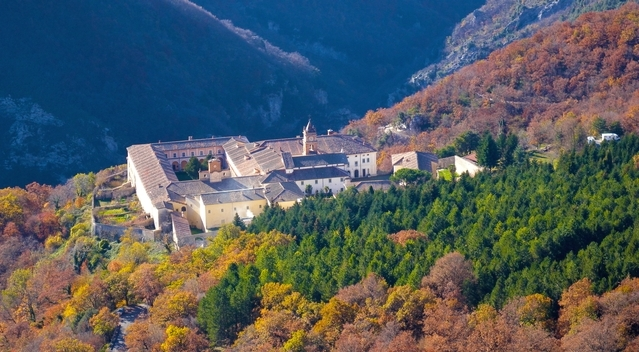
Veduta aerea della certosa.

Una prima abbazia benedettina fu fondata in loco da san Domenico di Sora nel 996, a poca distanza dall'odierno complesso: ne sopravvivono alcuni ruderi. L'abbazia attuale fu costruita nel 1204, in un sito più accessibile, per volere di papa Innocenzo III e fu assegnata ai Certosini. La chiesa abbaziale di San Bartolomeo fu consacrata nel 1211.
Il nome Trisulti deriva da quello latino tres saltibus con cui si indicava un castello del XII secolo, gestito dai Colonna, che dominava i tre valichi (o salti, appunto) diretti rispettivamente verso l'Abruzzo, Roma e l'area meridionale dello Stato della Chiesa e del quale restano oggi alcune rovine. In seguito il nome si estese a tutta l'area, la quale sorge su tre appendici (di nuovo: tres saltibus) del monte Rotonaria.
Il complesso è stato ampliato e modificato più volte nel corso dei secoli e si presenta attualmente con forme barocche. Nel 1947 è passato alla Congregazione dei Cistercensi di Casamari.

## Descrizione
Alla certosa, racchiusa da mura, si accede tramite un grande portale sormontato da un busto di San Bartolomeo, opera di Jacopo Lo Duca, allievo di Michelangelo Buonarroti. Sopra di esso si apre una caditoia che rievoca scene di lotta. Nel piazzale principale si trovano l'antica foresteria romanico-gotica detta "palazzo di Innocenzo III", che si caratterizza per il portico e la terrazza e che ospita un'antica biblioteca (36.000 volumi), e la chiesa di San Bartolomeo.

### La chiesa di San Bartolomeo

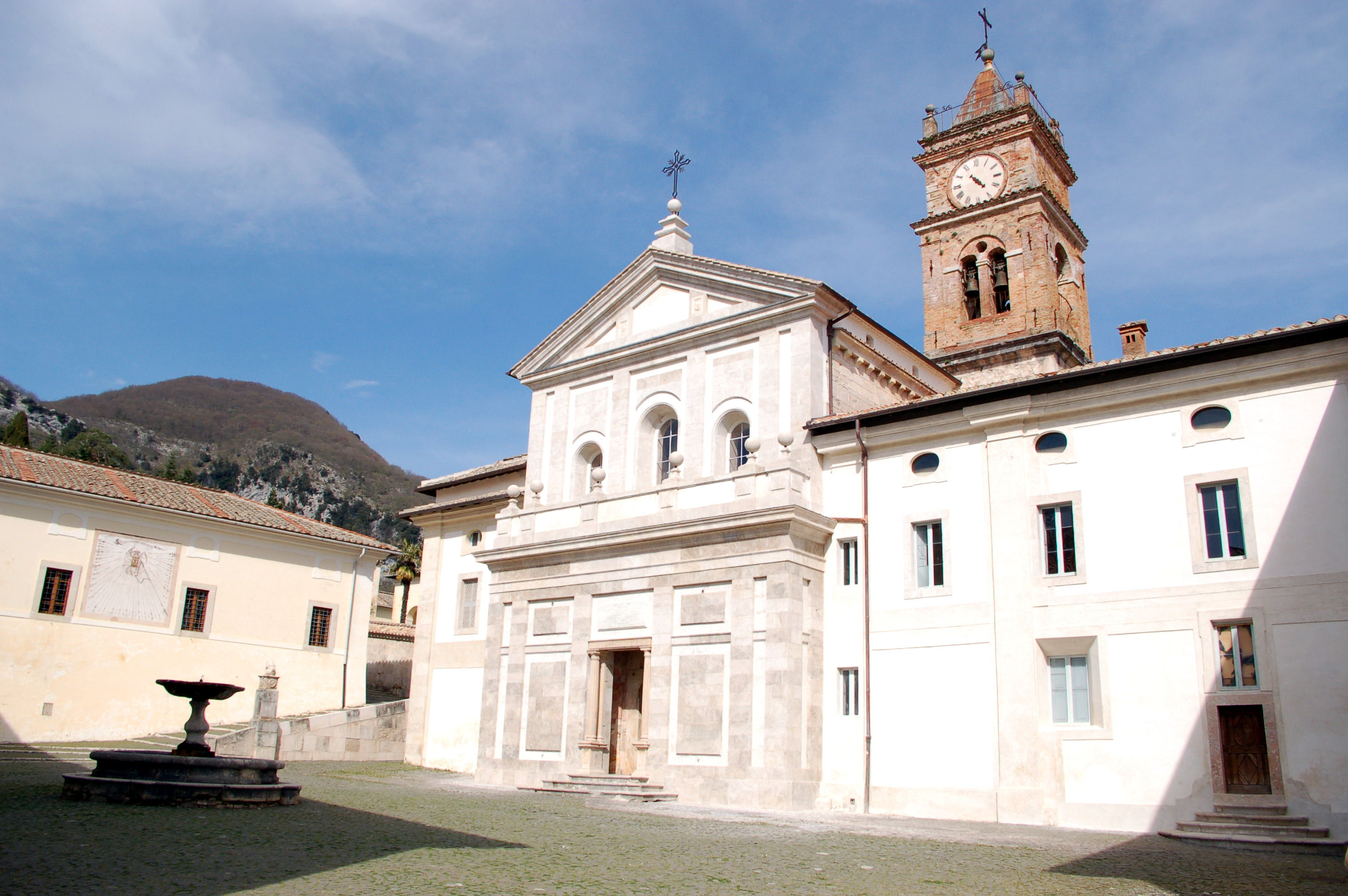
Il cortile e la chiesa di San Bartolomeo

La chiesa è dedicata alla Vergine Assunta, a san Bartolomeo e al fondatore dei certosini san Bruno ed è stata più volte rimaneggiata, cosicché all'originaria struttura gotica si è sovrapposto un impianto decorativo barocco; la facciata è del 1798 ed è stata realizzata dall'architetto Paolo Posi.
L'interno è suddiviso da un'iconostasi in due parti: quella dei conversi e quella dei padri, conformemente alla tradizione certosina. Alla base dell'iconostasi trovano posto i resti di due martiri cristiani, in seguito vestiti da cavalieri. Notevoli i due cori lignei: uno, del 1564, è opera del certosino Mastro Iacobo, mentre l'altro è stato realizzato nel 1688 per opera del certosino fratello Stefano. Nella chiesa sono conservate pregevoli opere pittoriche di Filippo Balbi, tra cui un dipinto sulla strage degli innocenti.
Gli affreschi della volta, raffiguranti una Gloria del Paradiso, sono stati realizzati da Giuseppe Caci nel 1683; sua è anche la pala d'altare che raffigura una Madonna in trono con il Bambino e i santi Bartolomeo e Bruno.

### La farmacia
L'antica farmacia del monastero, del XVIII secolo, è costituita da vari ambienti su due livelli; è decorata con realistici trompe-l'œil di ispirazione pompeiana e presenta arredi settecenteschi. Segue lo stile pompeiano in voga sul finire del Settecento anche la decorazione della volta a crociera della sala principale, realizzata da Giacomo Manco.  Il salotto d'attesa è detto "salottino del Balbi": anch'esso è stato decorato — in maniera molto originale — dal pittore napoletano; il ritratto del monaco Benedetto Ricciardi, all'epoca direttore della farmacia, si distingue in particolare per l'elevato realismo e la complessa costruzione prospettica. La farmacia espone alcuni vasi in cui un tempo erano conservate erbe medicamentose e veleni estratti dai serpenti. Il giardino antistante, le cui siepi di bosso ripropongono forme animali, un tempo era un orto botanico.

## Galleria d'immagini

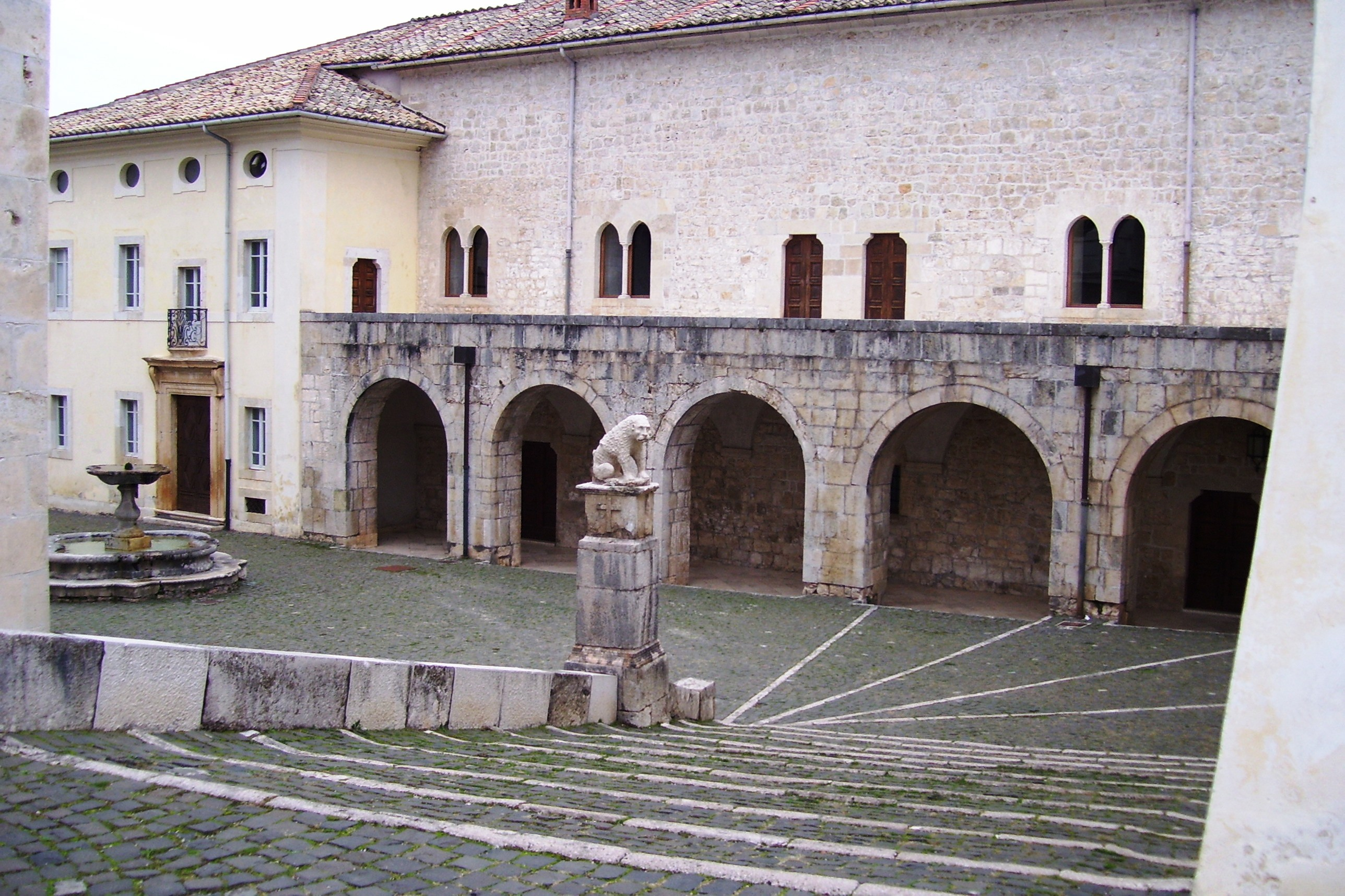
Piazzetta nella certosa di Trisulti
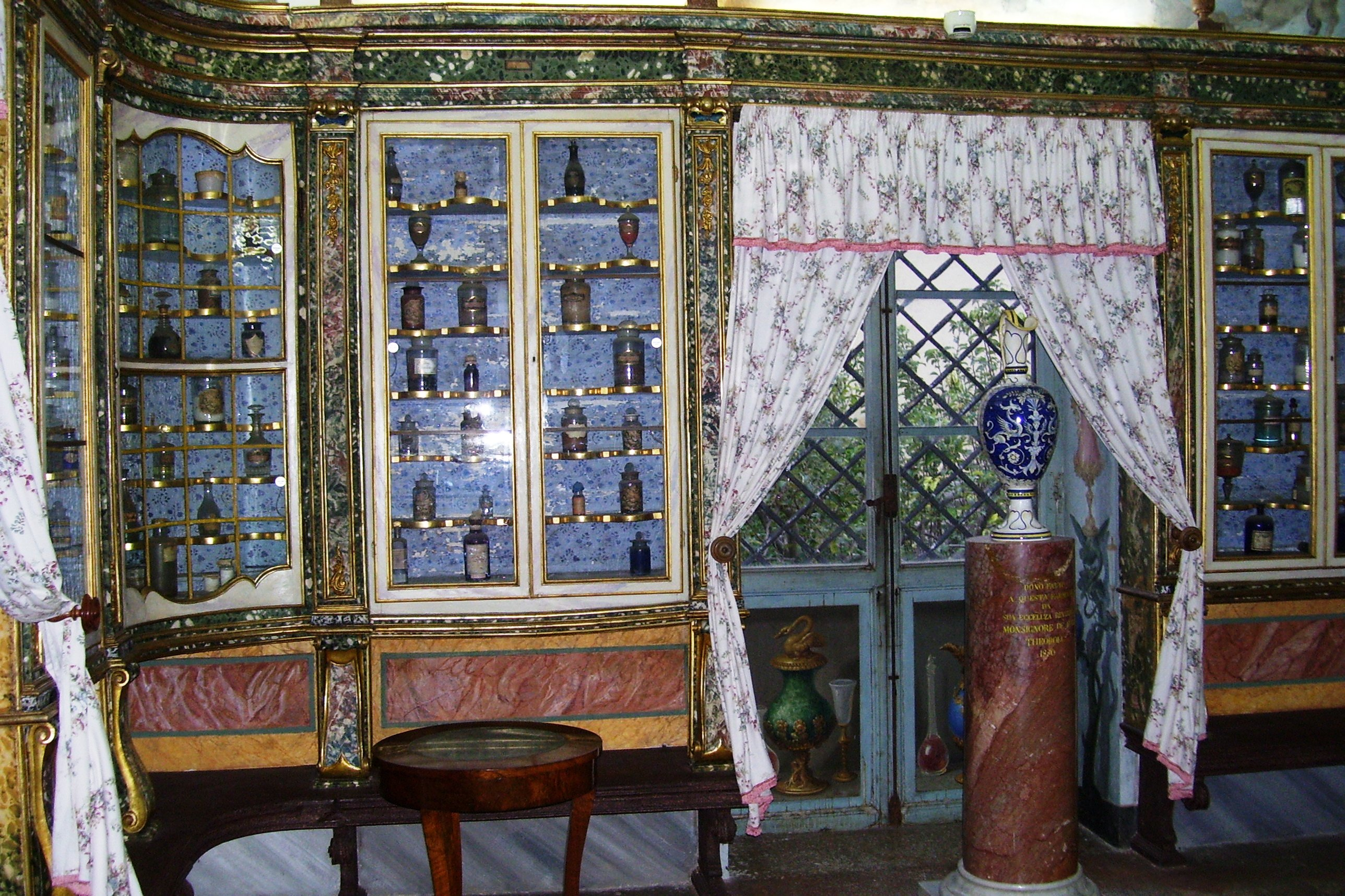
Dettaglio della farmacia
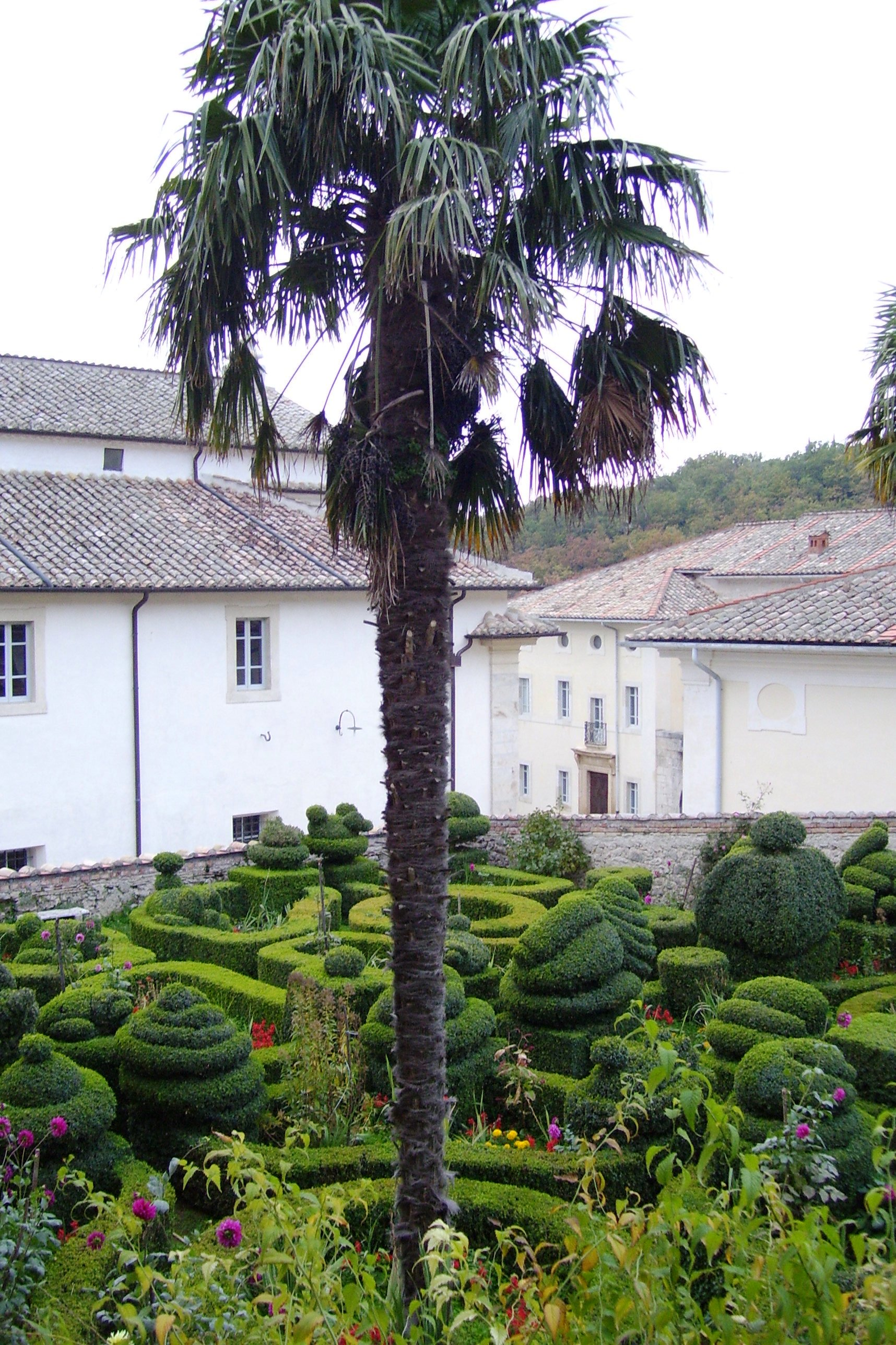
Giardino
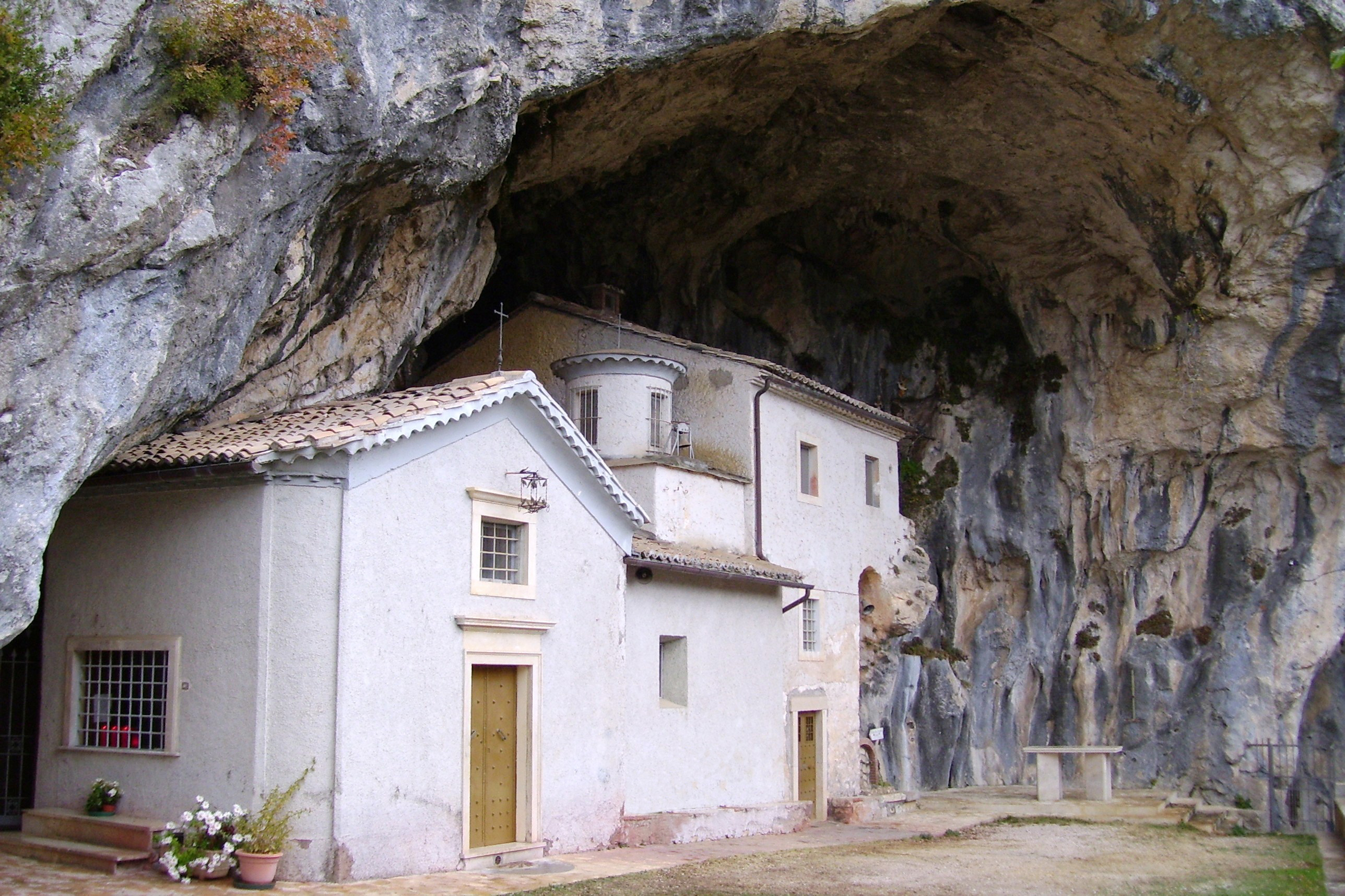
Madonna delle Cese
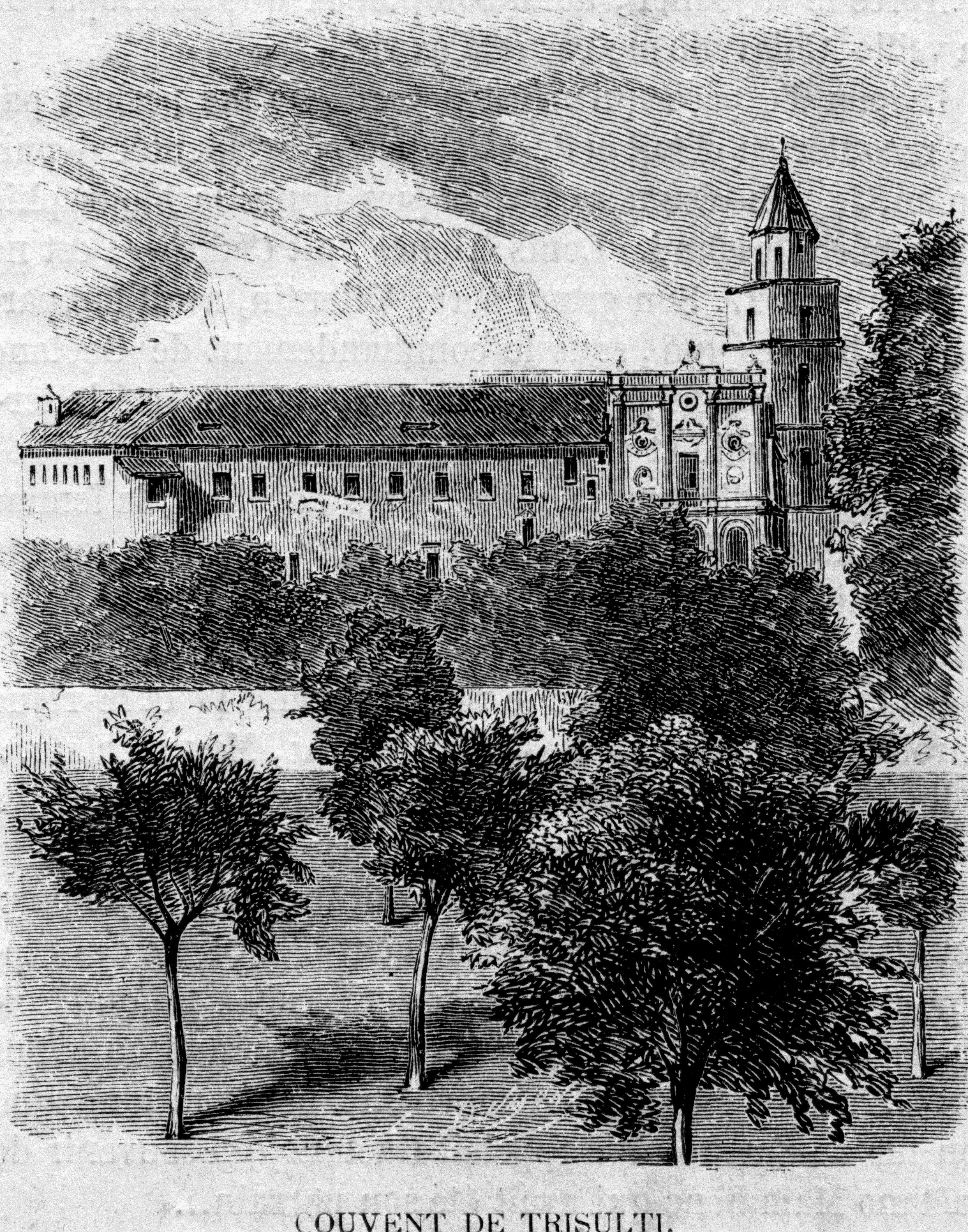
Incisione della certosa di Trisulti, L'Illustration, 1862.